# West-Germaanse geminatie
West-Germaanse geminatie was een fonologisch proces dat in de 3e of 4e eeuw moet hebben plaatsgevonden in de West-Germaanse talen. Het beïnvloedde medeklinkers die direct werden gevolgd door een sonorant (met name j, soms ook w, r, l, m, n) en als gevolg van de wet van Sievers werden voorafgegaan door een korte klinker. Deze medeklinkers werden daardoor langer (verdubbeld). Het bekendst is dit verschijnsel voor een jod, ook bekend als jod-geminatie. 
Een mogelijk voorbeeld het Gotische 'hefjan', waarbij de jod /j/ de voorafgaande medeklinker /f/ verdubbelde door de palatale positie in de mond. Het resultaat van dat proces is het hedendaagse werkwoord 'heffen', waarbij niet alleen de /f/ verdubbeld is, maar de oorspronkelijke /j/ zelf ook verdwenen is. Dit maakt de herkomst van het woord lastiger te achterhalen.